# Élections sénatoriales de 1955 dans le Finistère
Les élections sénatoriales dans le Finistère ont lieu le dimanche 19 juin 1955. Elles ont pour but d'élire les sénateurs représentant le département au Sénat pour un mandat de neuf années.

## Contexte départemental
Lors des élections sénatoriales du 7 novembre 1948 dans le Finistère, quatre sénateurs ont été élus selon un mode de scrutin proportionnel, deux membres du RPF : Antoine Vourc'h et Joseph Pinvidic, un SFIO : Hippolyte Masson et un du MRP : Yves Jaouen.

## Sénateurs sortants
| Sénateur | Sénateur         | Parti  | Fonctions lors de l'élection en 1955                                                                                     |
| -------- | ---------------- | ------ | --- |
|          | Antoine Vourc'h  | ex RPF | Sortant, ancien conseiller général de Châteaulin, ne se représente pas.                                                  |
|          | Yves Le Bot      | CNI    | Sortant, maire de Lannilis.                                                                                              |
|          | Hippolyte Masson | SFIO   | Sortant, ancien député, ancien conseiller général de Morlaix, ancien maire de Brest et de Morlaix, ne se représente pas. |
|          | Yves Jaouen      | MRP    | Sortant, ancien président du Conseil général, conseiller général de Brest-2, maire de Brest.                             |

## Listes
Il y avait cinq listes de constituées pour ces élections : 
| N° | Candidats | Candidats     | Parti | Principales fonctions                                                                        |
| -- | --------- | ------------- | ----- | -------------------------------------------------------------------------------------------- |
| 01 |           | Yves Jaouen   | MRP   | Sortant, ancien président du Conseil général, conseiller général de Brest-2, maire de Brest. |
| 02 |           | Xavier Trellu | MRP   | Ancien conseiller général de Douarnenez.                                                     |
| 03 |           | Yves Hamon    | MRP   | Conseiller général de Pleyben, maire de Lennon                                               |
| 04 |           | Hervé Creff   | MRP   | Conseiller général de Landerneau.                                                            |

| N° | Candidats | Candidats     | Parti   | Principales fonctions                  |
| -- | --------- | ------------- | ------- | -------------------------------------- |
| 01 |           | Yves Le Bot * | CNI     | Sortant, maire de Lannilis.            |
| 02 |           | Jean Fichoux  | Rép soc | Conseiller général et maire d'Arzano.  |
| 03 |           | Jean Le Duc   | Rép soc | Conseiller général et maire de Morlaix |
| 04 |           | Yves Gouérou  | Mod     | Conseiller général de Briec.           |

| N° | Candidats | Candidats          | Parti | Principales fonctions                        |
| -- | --------- | ------------------ | ----- | -------------------------------------------- |
| 01 |           | Jean-Louis Rolland | SFIO  | Sortant, ancien député, maire de Landerneau. |
| 02 |           | Hervé Mao          | SFIO  | Ancien député, maire de Châteaulin.          |
| 03 |           | Jean-Louis Faou    | SFIO  | Conseiller municipal de Quimper.             |
| 04 |           | Louis Huitric      | SFIO  | Maire de Saint-Yvi                           |

| N° | Candidats | Candidats       | Parti | Principales fonctions                           |
| -- | --------- | --------------- | ----- | ----------------------------------------------- |
| 01 |           | Alphonse Penven | PCF   | Conseiller général et maire du Huelgoat.        |
| 02 |           | Pierre Salaün   | PCF   | Maire de Scaër                                  |
| 03 |           | Thomas Donnard  | PCF   | Maire de Penmarch.                              |
| 04 |           | Roger Thomas    | PCF   | Conseiller général de Carhaix, Adjoint à Spézet |

| N° | Candidats | Candidats        | Parti   | Principales fonctions                                           |
| -- | --------- | ---------------- | ------- | --------------------------------------------------------------- |
| 01 |           | François Coat    | RGR     | Conseiller général de Saint-Thégonnec, maire de Pleyber-Christ. |
| 02 |           | Alain Le Louédec | UDSR    | Conseiller général et maire de Quimperlé.                       |
| 03 |           | Albert Gourvil   | RGR     |                                                                 |
| 04 |           | Zacharie Le Bec  | Rad-soc | Adjoint à Plobannalec-Lesconil                                  |

## Résultats
| Candidat et parti politique | Candidat et parti politique | Candidat et parti politique | Premier tour | Premier tour | Premier tour |  |
| Candidat et parti politique | Candidat et parti politique | Candidat et parti politique | Voix         | %            | Élus         |  |
| --------------------------- | --------------------------- | --------------------------- | ------------ | ------------ | ------------ |  |
|                             | Yves Jaouen                 | MRP                         | 555          | 30,90        | 2            |  |
|                             | Yves Le Bot *               | CNI-Rép soc                 | 521          | 29,01        | 1            |  |
|                             | Jean-Louis Rolland *        | SFIO                        | 372          | 20,71        | 1            |  |
|                             | Alphonse Penven             | PCF                         | 214          | 11,92        | 0            |  |
|                             | François Coat               | RGR                         | 134          | 7,46         | 0            |  |
|                             |                             |                             |              |              |              |  |
| Inscrits                    | Inscrits                    | Inscrits                    | 1 804        |              | 4            |  |
| Abstentions                 | Abstentions                 | Abstentions                 | 5            | 0,27         |              |  |
| Votants                     | Votants                     | Votants                     | 1 799        | 99,73        |              |  |
| Blancs et nuls              | Blancs et nuls              | Blancs et nuls              | 3            | 0,17         |              |  |
| Exprimés                    | Exprimés                    | Exprimés                    | 1 796        | 99,83        |              |  |

### Sénateurs élus
| Sénateur | Sénateur           | Parti | Fonctions lors de l'élection en 1955                                                         |
| -------- | ------------------ | ----- | -------------------------------------------------------------------------------------------- |
|          | Yves Jaouen        | MRP   | Sortant, ancien président du Conseil général, conseiller général de Brest-2, maire de Brest. |
|          | Xavier Trellu      | MRP   | Ancien conseiller général de Douarnenez.                                                     |
|          | Yves Le Bot *      | CNI   | Sortant, maire de Lannilis.                                                                  |
|          | Jean-Louis Rolland | SFIO  | Sortant, ancien député, maire de Landerneau.                                                 |